# Pieter Verhoeff
Pieter Verhoeff (Lemmer, 4 februari 1938 – Amsterdam, 17 april 2019) was een Nederlands filmregisseur.

## Levensloop
Verhoeff volgde de Filmacademie, waar hij in 1966 afstudeerde. Hij is vooral bekend geworden door de speelfilms Het teken van het beest (een verfilming van de roman De houn sil om jim bylje van Rink van der Velde over de klompenmaker IJje Wijkstra, die in 1929 vier veldwachters doodschoot), De Dream (over de Hogerhuis-zaak in 1895), en Nynke (over Nienke van Hichtum en Pieter Jelles Troelstra). Omdat deze films alle drie in Friesland spelen, was Verhoeff weleens bang als 'de streek-romancier van de Nederlandse film' te worden beschouwd.
Naast speelfilms maakte Verhoeff sinds vanaf de jaren zeventig documentaires. Verhoeff is waarschijnlijk ook de eerste Nederlandse regisseur geweest die een pseudo-documentaire maakte (Rudy Schokker huilt niet meer uit 1972, scenario Gerben Hellinga). Ook regisseerde hij afleveringen van Het Gat van Nederland en was hij de eerste regisseur van Jiskefet; hij bedacht tevens de titel van dat programma. In 1988 was Verhoeff te gast in het avondvullende praatprogramma Zomergasten. In 2007 regisseerde hij de televisie-uitzendingen van Radio Bergeijk voor de VPRO.
In 2008 verscheen zijn film De brief voor de koning, de verfilming van het gelijknamige boek van Tonke Dragt. Daarna produceerde hij onder meer Tokyo Trials, over het proces van Tokio en de rol van Bert Röling. In 2017 werkte Verhoeff aan een film over Herman Koch.

## Prijzen
Voor Het teken van het beest ontving Verhoeff in 1981 een Gouden Kalf. Voor zijn regie van Van geluk gesproken, een verfilming van de gelijknamige roman van Marijke Höweler, ontving hij in 1988 eveneens een Gouden Kalf. FIPA onderscheidde Verhoeffs tv-serie/film 'De Vuurtoren' in 1995. In 2002 was Verhoeff Gast van het jaar van het Nederlands Film Festival.

## Filmografie (selectie)
- Het teken van het beest (1980)
- De Dream (1985)
- Van geluk gesproken (1987)
- De zondagsjongen (1992)
- De vuurtoren (1994), speelt zich af rond de Vuurtoren van Lemmer
- Nynke (2001)
- Alles komt ergens van (2003), documentaire over Gerard Thoolen
- Yn dat sykjen sûnder finen (2006), documentaire over de Friese dichter Tsjêbbe Hettinga
- De brief voor de koning (2008)
- Tokyo Trials (2017)